# Virginia Pearson
Virginia Pearson (Anchorage, 7 marzo 1886 – Hollywood, 6 giugno 1958) è stata un'attrice statunitense del cinema muto.

## Biografia
Nata nel Kentucky, Virginia Pearsons esordì nel cinema nel 1910, a 24 anni. Quasi tutta la sua carriera si sviluppò durante il periodo del cinema muto. Lanciata come vamp, in contrapposizione a Theda Bara, Louise Glaum e Valeska Suratt, dopo la sua esperienza teatrale, Virginia fu messa sotto contratto da William Fox, per cui girò 29 film in ruoli da protagonista. In seguito, insieme al marito Sheldon Lewis, fondò una propria compagnia di produzione, la Virginia Pearson Photoplay Inc che si rivelò un fallimento e segnò il suo declino. L'attrice si ritirò dagli schermi nel 1932; il marito quattro anni dopo. I due divorziarono, ma restarono insieme vivendo gli ultimi anni in povertà.
VIrginia Pearsons morì all'età di 72 anni a Hollywood il 6 giugno 1958, un mese dopo la morte del marito Sheldon Lewis, morto il 7 maggio. Venne sepolta al Valhalla Memorial Park Cemetery.

## Filmografia
La filmografia è completa. Quando manca il nome del regista, questo non viene riportato nei titoli.

### Attrice

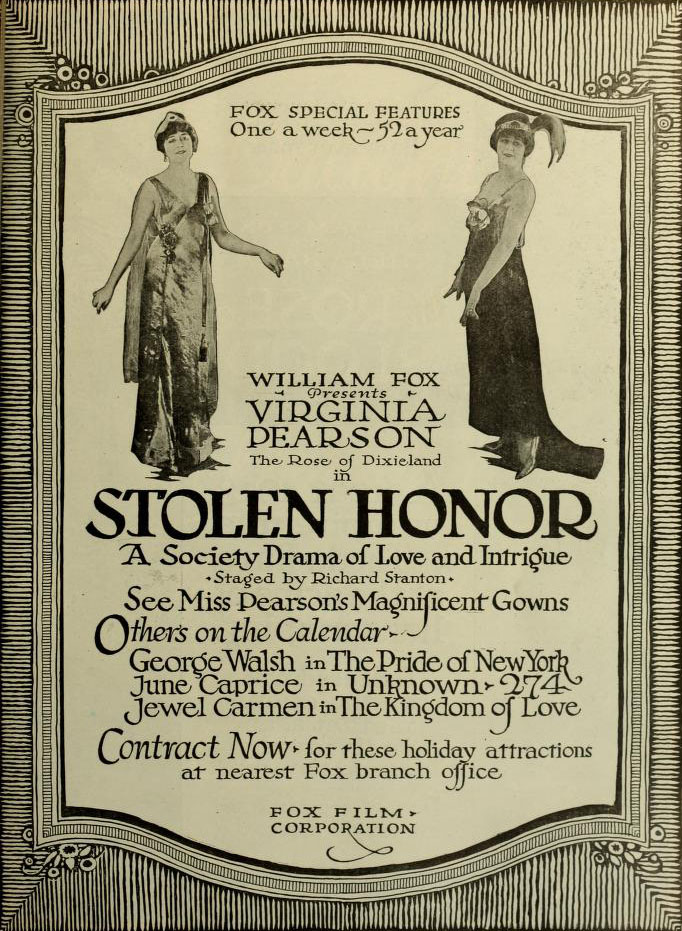
Stolen Honor (1917)

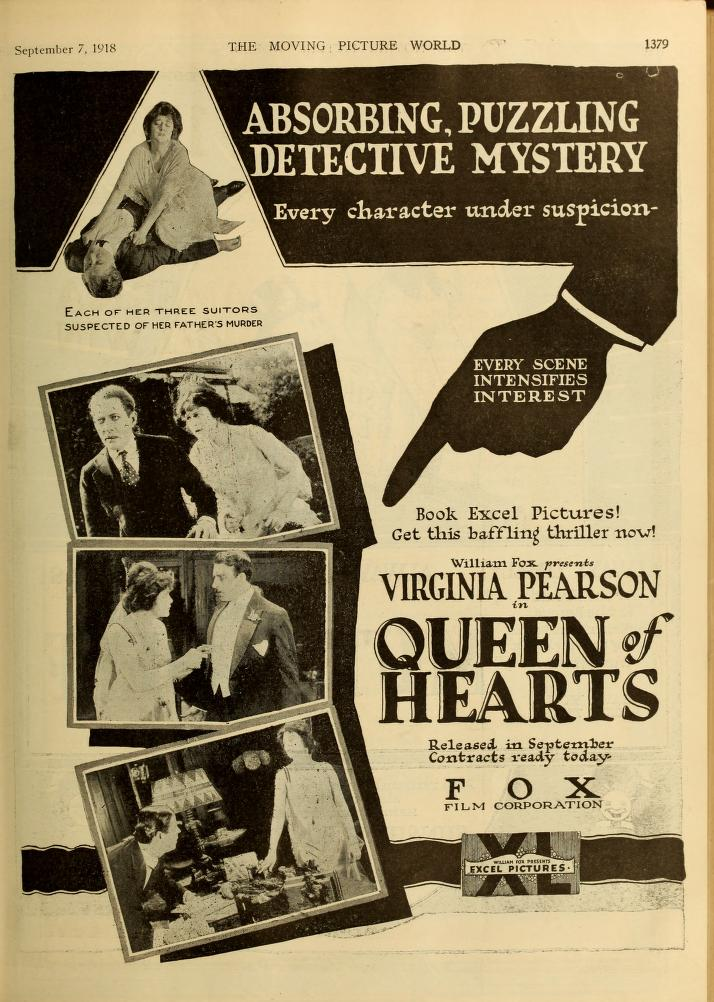
Queen of Hearts (1918)

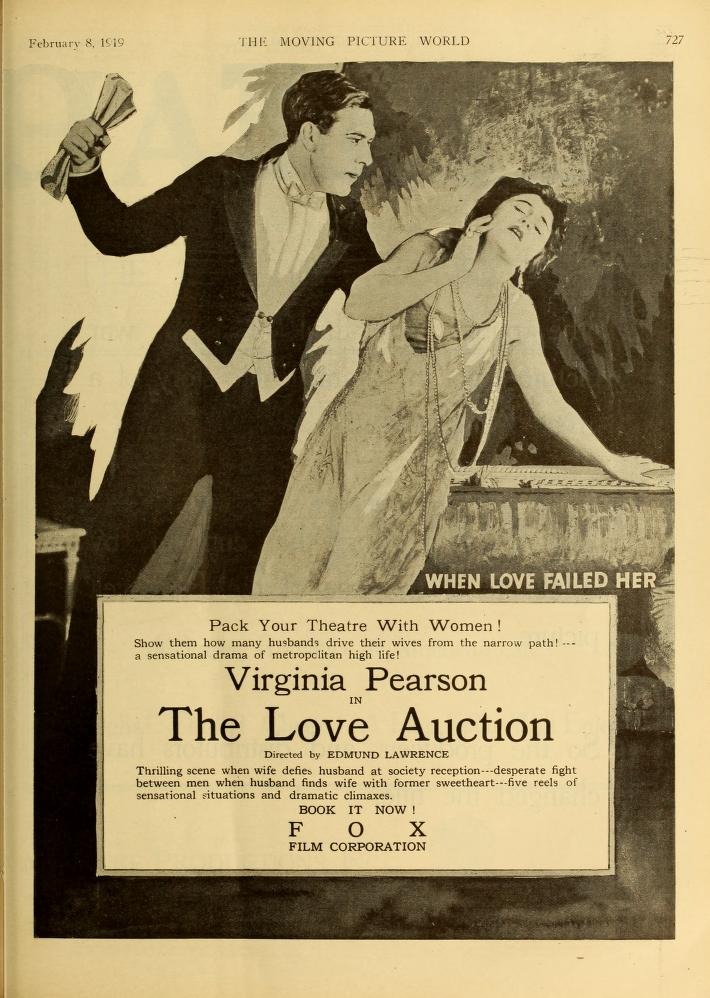
The Love Auction (1919)

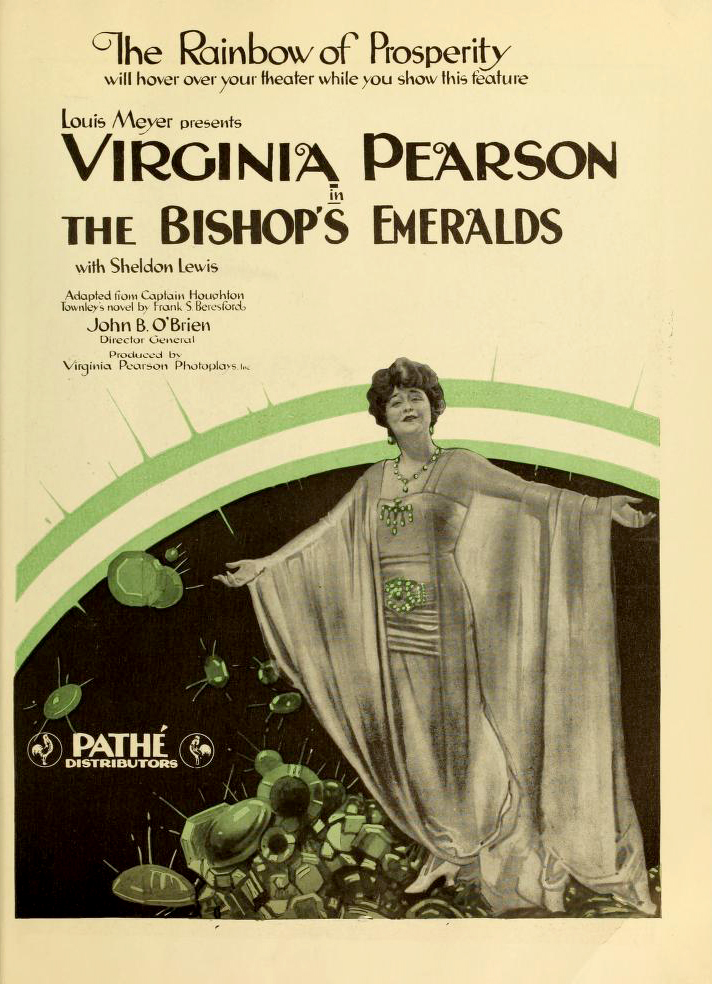
The Bishop's Emeralds (1919)

- On Her Doorsteps - cortometraggio (1910)
- The Stain, regia di Frank Powell (1914)
- Aftermath (1914)
- The Reward, regia di S. Rankin Drew (1915)
- The Turn of the Road, regia di Tefft Johnson (1915)
- The Kiss of a Vampire (1916)
- Thou Art the Man, regia di S. Rankin Drew (1916)
- The Writing on the Wall, regia di Tefft Johnson (1916)
- The Hunted Woman, regia di S. Rankin Drew (1916)
- The Vital Question, regia di S. Rankin Drew (1916)
- Blazing Love, regia di Kenean Buel (1916)
- Hypocrisy, regia di Kenean Buel (1916)
- A Tortured Heart, regia di Will S. Davis (1916)
- Daredevil Kate, regia di Kenean Buel (1916)
- The War Bride's Secret, regia di Kenean Buel (1916)
- When False Tongues Speak, regia di Carl Harbaugh (1917)
- The Bitter Truth, regia di Kenean Buel (1917)
- Sister Against Sister, regia di James Vincent (1917)
- A Royal Romance, regia di James Vincent (1917)
- Wrath of Love, regia di James Vincent (1917)
- Thou Shalt Not Steal, regia di William Nigh (1917)
- All for a Husband, regia di Carl Harbaugh (1917)
- Stolen Honor, regia di Richard Stanton (1918)
- A Daughter of France, regia di Edmund Lawrence (1918)
- The Firebrand, regia di Edmund Lawrence (1918)
- Her Price, regia di Edmund Lawrence (1918)
- The Liar, regia di Edmund Lawrence (1918)
- The Queen of Hearts, regia di Edmund Lawrence (1918)
- Buchanan's Wife, regia di Charles Brabin (1918)
- The Love Auction, regia di Edmund Lawrence (1919)
- The Bishop's Emeralds, regia di John B. O'Brien (1919)
- Impossible Catherine, regia di John B. O'Brien (1919)
- Wildness of Youth, regia di Ivan Abramson (1922)
- A Prince of a King, regia di Albert Austin (1923)
- What Price Beauty?, regia di Tom Buckingham (1925)
- The Wizard of Oz, regia di Larry Semon (1925)
- Il fantasma dell'opera (The Phantom of the Opera), regia di Rupert Julian (1925)
- The Red Kimona, regia di Walter Lang (1925)
- The Taxi Mystery, regia di Fred Windemere (1926)
- Lightning Hutch, regia di Charles Hutchison (1926)
- Io l'ho ucciso (Silence), regia di Rupert Julian (1926)
- Mum's the Word, regia di Leo McCarey (1926)
- Atta Boy, regia di Edward H. Griffith (1926)
- Driven from Home, regia di James Young (1927)
- La grande città (The Big City), regia di Tod Browning  (1928)
- L'attrice (The Actress), regia di Sidney Franklin (1928)
- Imputata alzatevi! (The Power of Silence), regia di Wallace Worsley (1928)
- Smilin' Guns, regia di Henry MacRae (1929)
- The Primrose Path, regia di William A. O'Connor (1931)
- La donna proibita (Back Street), regia di John M. Stahl (1932)

### Sceneggiatrice
- As the Fates Decree, regia di Oscar Eagle - cortometraggio (1912)

### Filmati d'archivio
- The Danger Man, regia di Charles Hutchison e Bud Pollard (1930)